# Pura Santillan-Castrence
Pura Santillan-Castrence (Manilla, 24 maart 1905 - Melbourne, 15 januari 2007) was een Filipijns schrijfster en diplomate.

## Biografie
Pura Santillan-Castrence werd geboren op 24 maart 1905 in de Filipijnse hoofdstad Manilla. Haar ouders waren Gregorio Santillan en Encarnacion Sandiko. Ze groeide op in Bulacan en studeerde scheikunde aan de University of the Philippines (UP), waar ze in 1927 haar bachelor-diploma en in 1929 haar master-diploma behaalde. Vanaf 1927 gaf ze ook les in scheikunde, en later ook in Frans, aan de UP. In 1930 vertrok ze naar de Verenigde Staten om daar met een Barbour-beurs om daar aan de University of Michigan verder te studeren. Na het behalen van een Master of Arts-diploma, promoveerde ze in 1935 op Romaanse talen.
Na haar terugkeer in de Filipijnen in 1935 was ze opnieuw docente aan de UP. Tevens was ze actief als schrijver van boeken, essays en columns. Ze was columnist voor Manila Daily Bulletin en publiceerde essays en artikelen in veel andere nationale kranten en tijdschriften. Ze bracht onder andere een boek uit met essays over de opvoeding van Filipijnse meisjes, onder de naam 'Talking things over with the Young Filipina'. Ook schreef over meer feministische onderwerpen, zoals het boek 'The Women Characters in Rizal's Novels', een studie naar de vrouwelijke figuren in Noli Me Tangere en El Filibusterismo van José Rizal. Pura Santillan-Castrence was ook een gekend vertaler. Ze beheerste minstens zes talen en gebruikte die kennis om studiemateriaal voor studenten Filipijnse geschiedenis te vertalen.
Santillan-Castrence carrière bij het ministerie voor buitenlandse zaken begon als hoofd van de vertaalafdeling tijdens de Japanse bezetting in de Tweede Wereldoorlog. Na de oorlog bekleedde ze diverse functie op het ministerie, tot ze in 1959 kwam te werken op de Filipijnse ambassade in Bonn. Van 1961 tot 1964 was ze Filipijns ambassadeur op deze ambassade. In 1964 werd Santillan-Castrence door president Diosdado Macapagal benoemd tot onderminister van buitenlandse zaken, met in haar portefeuille culturele aangelegenheden. Ze bekleedde deze positie tot ze met pensioen ging in 1970.
Santillan-Castrence ontving voor haar werk als schrijfster en diplomate vele onderscheidingen. Zo kreeg ze in 1971 de hoogste en belangrijkste Franse nationale onderscheiding, het Legioen van Eer. In 1976 werd haar de Tangdang Sora Award toegekend voor haar verdienste op het gebied van internationale relaties van de Filipijnen. Ook was ze onder andere Most Outstanding Women Writer in English of 1949 en Most Distinguished Writer of 1957.
Op latere leeftijd emigreerde ze naar Melbourne in Australië, waar ze op hoge leeftijd nog regelmatig columns schreef voor Bayanihan News en Manila Mail. Omdat ze al toen al grotendeels blind was dicteerde ze haar werk. Ter gelegenheid van haar honderdste verjaardag bracht ze een compilatie van de artikelen uit in een boek, getiteld 'As I See It: Filipinos and the Philippines Bayanihan News en Manila Mail'. Santillan-Castrence overleed op 15 januari 2007 in haar slaap op 101-jarige leeftijd. Op 23 februari 2007 zou ze worden onderscheiden met een Dangal ng Haraya Lifetime Achievement Award door de National Commission on Culture and the Arts. Deze onderscheiding werd haar daarop postuum toegekend.